# Jesse Walsh
Jesse Walsh es el protagonista de A Nightmare on Elm Street 2: Freddy's Revenge, del director Jack Sholder, interpretado por Mark Patton.

## Características
Es un estudiante de instituto que repente se ve acosado por Freddy Krueger en su sueños desde él que se mudó con su familia a la casa de Nancy Thompson.
Al inicio De A Nightmare on Elm Street 2: Freddy's Revenge nos vamos cuenta que el propio Jesse tiene una pesadilla en dónde se ve a él mismo junto a dos estudiantes en un autobús manejado por Freddy Krueger mientras este maneja el autobús hacia lo que parece ser la puerta del infierno y se presenta enfrente de Jesse y Las 2 estudiantes, mientras este lentamente se dirige a atacarlos, usando su guante con cuchillas.
Jesse tiene una relación amorosa con su amiga llamada Lisa Webber, quien esté no tarda in llevarla en su carro hacia el instituto, ya en el instituto Jesse conoce a un estudiante llamado Ron Grady y se hacen amigos luego de que estos dos se pelearan en clase de educación física, para que luego el entrenador Schneider,  los castigará y los puso a ser flexiones.
Por la noche Jesse tiene una pesadilla dónde este se encuentra cara a cara con Freddy, quien este quiere que colabore con él, solo usando el cuerpo del propio Jesse y el cerebro de Freddy, dándonos entender que Jesse poco a poco se está convirtiendo en el propio Freddy y que realmente está poseído.
Un día después por la noche Jesse se vuelve a encontrar con Freddy, luego de que este bajara al sótano dónde había un extraña caldera, para luego encontrarse con el guantelete de Freddy y también al propio Freddy quien este le dice que mate por él.
Otro día después mientras hacía un tremendo calor a ver en la casa de Los Walsh , inesperadamente los canarios de la familia murieron uno fue mordido por el otro y el otro explotó, mientras el padre de Jesse, creía que fue su propio hijo quien puso un explosivo en uno de los pájaros. Por lo que Jesse se ofende por lo que su padre le dijo, ese día por la noche Jesse decidió ír a un Bar gay para aguantarse el sueño y emborracharse, hasta que se encontró con su profesor de educación física, quién este no tardó en llevárselo al instituto cómo castigo, luego de que Jesse se metiera a bañarse en las duchas, el entrenador se dio cuenta de que las raquetas se rompieron, hasta que 2 cuerdas lo agarraron de las manos, y lo arrastraron hacia las duchas, y luego de que 2 toallas le pegaran en el trasero,  Freddy Krueger apareció y a puñaló al entrenador Schneider matándolo,  pero en realidad fue el propio Jesse  quién lo mato.
Pocos días después Jesse junto con su amiga Lisa, se dirigen al lugar donde Freddy alguna vez trabajó allí,  solo para que ambos se llevaran una sorpresa inesperada debido a un ratón que se escondía en un locker Ese mismo día por la noche Jesse  sube al cuarto de su hermana Angela para intentar matarla, pero Jesse no decide hacerlo.
Durante la fiesta de fin de semana que se lleva a cabo en la casa de Lisa, todos se la andaban pasando bien, menos Jesse, quién este mejor decide ir a la casa en su amigo Ron quien fue castigado por sus padres luego de aventar a su abuela por las escaleras,  allí Jesse le confiesa su compañero de que él mismo fue el que mató a Schneider, hace unos días atrás, entonces Jesse le dice a Ron, de que él lo vigile mientras éste duerme, pero no sirve de nada porque Freddy sale del cuerpo de Jesse, y mata a Ron.
Jesse desesperado decide refugiarse en la casa de Lisa, donde ahí le confiesa, qué fue él mismo quien mato a Ron y Schneider, pero Freddy vuelve a poseerlo e intenta matar a Lisa, pero este mejor decide atacar todos los invitados de la fiesta, hasta que llega el padre de Lisa llamado Eddie quien este armado con un rifle, intenta matarlo pero Freddy se va en un portal de fuego.
Luego de la muerte de Ron y la masacre en la fiesta, Lisa se dirige al lugar en donde Freddy trabajaba, y ahí le confiesa su amor al monstruo, y luego de que ella besara a Freddy, este termina muriendo siendo derretido por el fuego, y liberando a Jesse de su posición.
Un día después parece que todo había vuelto a la normalidad Jesse se monta en el autobús para ir a la escuela, todo parecía ir normal, hasta que el autobús comenzó a manejar rápido, para que luego la amiga de Lisa llamada Kerry, terminara haciendo atravesada por la mano de Freddy, mientras Freddy se ríe de una manera siniestra mientras éste dirige el autobús de vuelta al infierno.

## Personalidad
Jesse es un adolescente tímido pero amigable, que se había mudado junto a su familia hacia la casa 1428 de La calle Elm, luego de que Freddy Krueger fuera derrotado 5 años atrás pero allí había algo muy raro en la casa que todo tiempo hacía mucho calor y además El propio Jesse tiene pesadillas relacionadas a Freddy Krueger, quién este quiere que mate por él. Y continue sus asesinatos en La calle Elm, pero solo la novia de Jesse, puede hacer algo para acabar con la posesión, y salvar a su compañero.

## Adaptación
En Film de 2010, el nombre de Jesse es Jesse Braun, en esta etapa Jesse fue un Niño quién también fue abusado por Freddy Krueger, el jardinero de la escuela de preescolar; junto a Nancy, Quentin, Kris, Dean y otros niños, hasta que los padres de estos incluyendo los del propio Jesse quemaron vivo a Krueger. Con 18 años y él igual había olvidado el pasado de su infancia, pero al igual que sus amigos, vuelve a ser atormentado porque Freddy ha vuelto en los sueños, pero con el rostro que quemado, y un guante con cuchillas fabricado por él. Luego después que la ex-novia de Jesse, fuera brutalmente asesinada por Freddy, parecía que fue el propio Jesse quien la mató por lo que la policía lo terminó llevando bajo arresto y a la cárcel, para finalmente ser asesinado por Freddy, quién este le atraviesa el pecho acabando con él.